# Teoria szyku lotu dzikich gęsi

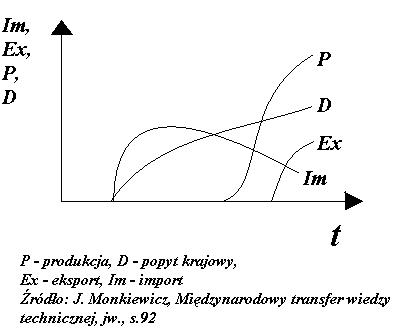
Model doganiania cyklu produktu K.Akamatsu

Teoria szyku lotu dzikich gęsi (ang. „the flying geese” theory, inna nazwa to Teoria Doganiania Cyklu Produktu) – teoria wyjaśniająca międzynarodowe przepływy wiedzy technicznej sformułowana przez Kaname Akamatsu. Zgodnie z tą teorią kraje mniej rozwinięte początkowo zaspokajają swoje potrzeby na określone produkty importując je z krajów wysoko rozwiniętych, a następnie po uzyskaniu niezbędnej wiedzy technicznej (właśnie dzięki importowi towarów lub inwestycjom bezpośrednim) uruchamiają własną często udoskonaloną produkcję. Produkcja ta w pierwszej kolejności zaspokaja rynek krajowy, a w późniejszej fazie staje się produkcją eksportową (często te udoskonalone produkty trafiają między innymi do krajów z których początkowo były importowane).
Teoria ta uzupełnia współczesną teorię międzynarodowej wymiany wiedzy technicznej, która mówi iż dzięki importowi wiedzy technicznej zwiększa się nie tylko produkcja, ale również poprawia się efektywność gospodarowania współpracujących ze sobą krajów oraz gospodarki światowej jako całości.

## Wyjaśnienie nazwy

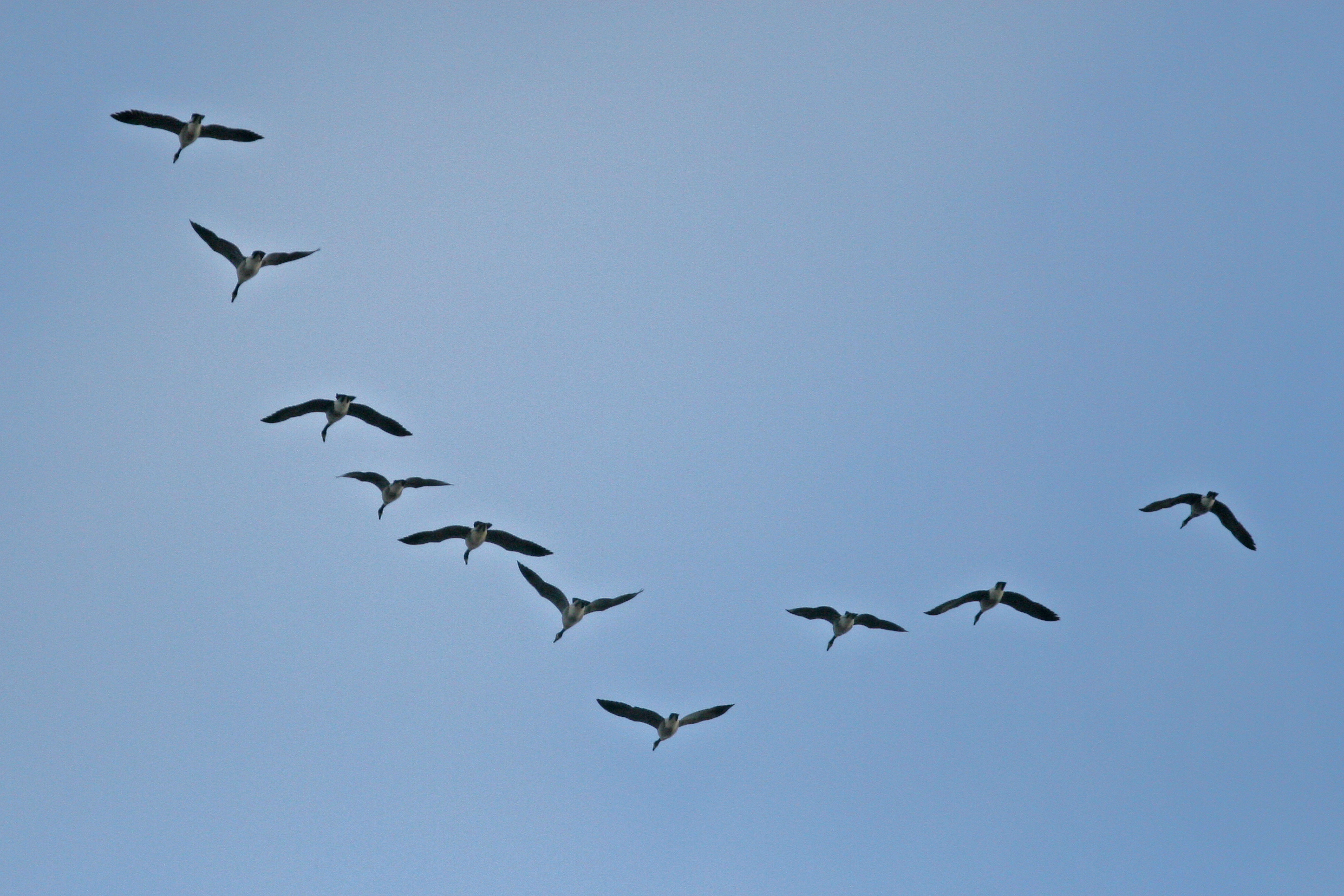
Szyk gęś odzwierciedla odwróconą literę V, choć czasami jest inaczej, np. zachodzące na siebie dwie litery V. Niektóre ptaki się odłączają podczas gdy inne się dołączają. Ptak, który wcześniej był na czele teraz został zastąpiony przez nowego, który dopiero się dołączył.

Połączenie pomiędzy teorią i szykiem lotu dzikich gęsi można odnaleźć w schemacie następujących po sobie krzywych, które pojawiają się przy rysowaniu wykresu, np. import, produkcja na rynek wewnętrzny, produkcja na eksport w przedziale czasowym.
Obraz gęsi latających w szyku jest używany zarówno w chińskiej, jak i japońskiej literaturze jako symbol bohaterstwa i współpracy państwa z narodem. Te cnoty konfucjańskie mogły zostać zaczerpnięte z różnych cech lotu gęsi takich jak geometria formacji lub z pożądania powrotu do domu (Terry 2002, 54). Przypuszczalnie, z powodu wielkiego symbolu latających gęsi japońscy ekonomiści i inni uczeni zaczęli używać tego obrazu jako metaforę do opisu różnych wydarzeń ostatniego stulecia (Ozawa 2005, 9-10). Uczony, który jest najczęściej kojarzony z latającymi gęsiami to Kaname Akamatsu.